# Bearley
Bearley est un village et une paroisse civile du Warwickshire, en Angleterre. Il est situé dans l'ouest du comté, à 8 km au nord de la ville de Stratford-upon-Avon. Administrativement, il relève du district de Stratford-on-Avon.

## Toponymie
Bearley est un toponyme d'origine vieil-anglaise. Il désigne une clairière (lēah) située près d'une place forte (burh). Il est attesté sous la forme Burlei dans le Domesday Book, compilé en 1086.

## Démographie
Au recensement de 2011, la paroisse civile de Bearley comptait 724 habitants.